# Chatom, Alabama
Chatom este un orășel (engleză town) din comitatul Washington, statul Alabama, Statele Unite ale Americii. La recensământul Statelor Unite din anul 2000, populația localității era de 1.193 de locuitori. Chatom este, de asemenea, sediul comitatului Washington GR6.

## Geografie
Chatom se găsește la următoarele coordonate 31°27′42″N 88°14′53″W / 31.461656°N 88.248051°V. GR1
Conform datelor statistice furnizate de United States Census Bureau, Chatom are o suprafață totală de (28,2 km²) (sau 10.9 mi), în întregime uscat.